# Mobil processzor

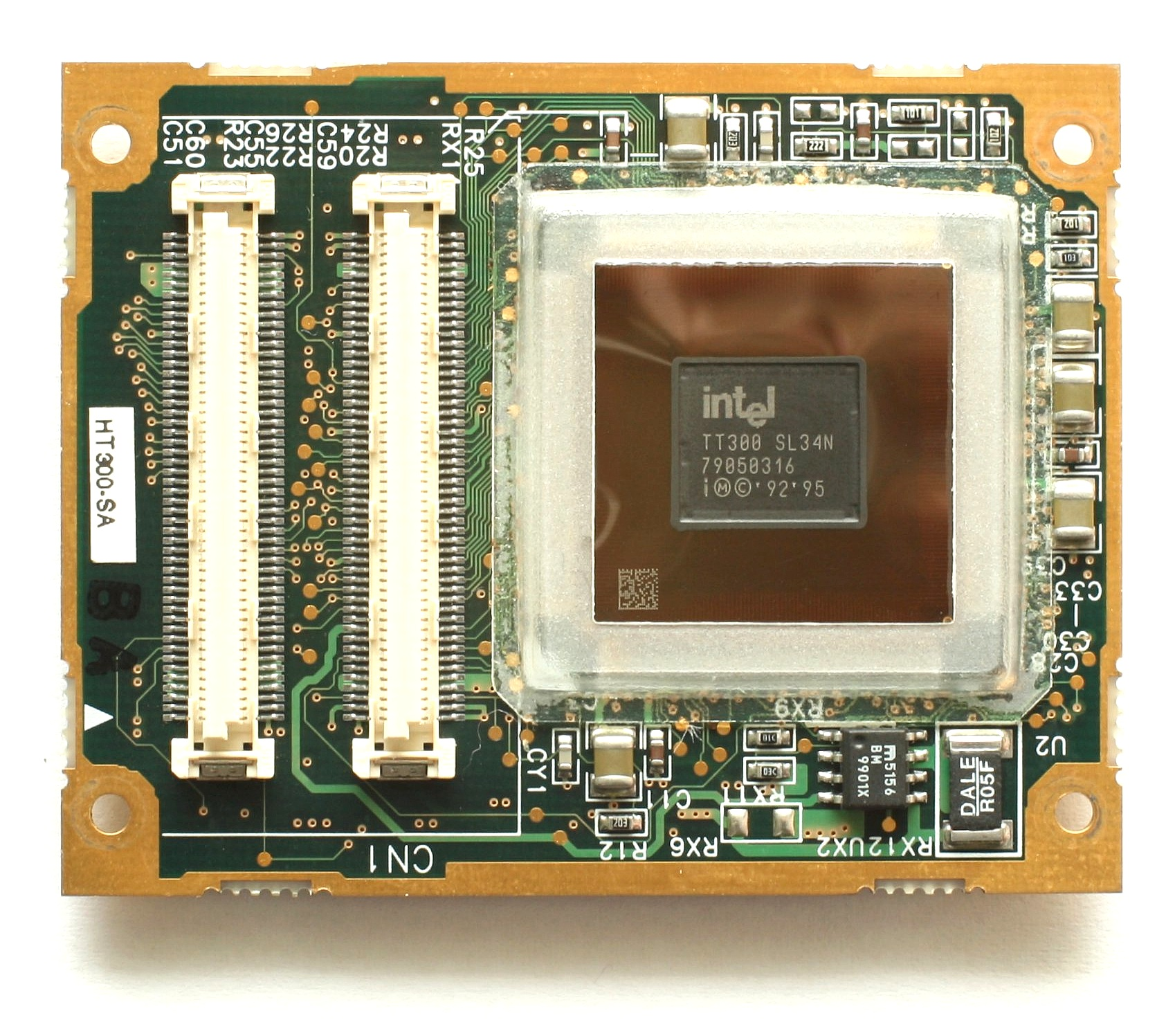
Egy órajelű Intel Pentium Mobile 1998-ból

A mobil processzor olyan mikroprocesszor, amelyet speciálisan mobil számítástechnikai eszközökben, például laptopokban és mobiltelefonokban való felhasználásra terveztek. Hőtermelésük és fogyasztásuk kisebb az asztali felhasználású processzorokénál, teljesítményük is általában elmarad az asztali eszközökétől, de egyes modellek elérik az asztali eszközök teljesítményét.
A hordozható számítógépekben alkalmazott CPU csipeket úgy tervezték, hogy ventilátor vagy hűtés nélküli számítógépekben működjenek, 10–15 W alatti fogyasztással, emellett ne melegedjenek túlzottan ventilátor vagy aktív hűtés nélkül. A mobil processzorokban a teljesítmény és az energiafelvétel igen finoman szabályozható, amihez több lehetőséget is kihasználnak a tervezők. Ezek a processzorok jellemzően kisebb kiszerelésben vannak elhelyezve, és igen fontos tulajdonságuk, hogy a hőtermelés minimalizálása (hidegebb működés) érdekében alacsonyabb feszültséget használnak, mint asztali megfelelőik, és alvó üzemmódjuk sokkal jobban szabályozható lehetőségeket biztosít. Egy mobil processzor működése különböző teljesítményszinteken történhet, gyakran a csip egyes részei teljesen kikapcsolhatók, mikor azok nincsenek használatban. Ezen felül alacsony processzorterhelés esetén az órajelfrekvencia is csökkenthető. Ez a csökkentés energiát takarít meg és meghosszabbítja az akkumulátor, tehát a mobil eszköz üzemidejét.

## Laptopokban
A laptop/notebook processzorokat egy fő jellemzőjük különbözteti meg más CPU-któl, ez az alacsony fogyasztású működés, ami kompromisszumokkal jár: ezek általában nem nyújtanak olyan jó teljesítményt, mint asztali megfelelőik.
A notebook processzorok egy fontos piaci szegmenssé váltak a félvezetőiparban. A notebook számítógépek egy népszerű formátuma a mobil számítógépek szélesebb kategóriájának. A noteszgépek célja, hogy egy asztali számítógép teljesítményét és funkcionalitását nyújtsák hordozható méretben és súlyban.
A mobiltelefonok és PDA-k egylapkás rendszerekbe (SoC) épített integrált áramköröket használnak, amelyek kevesebb energiát fogyasztanak, mint a legtöbb notebook processzor.
Lehetséges asztali processzorok használata laptopokban, azonban ez általában nem ajánlott, mivel az asztali processzorok gyorsabban melegednek, mint a notebookok processzorai és rövidebb idő alatt lemerítik az akkumulátorokat.

## Példák

### Jelenlegi
- ARM architektúra – Chromebookokban, Windows 10-, Windows 11-es laptopokban, Linux rendszerű netbookok és újabb (Intel Core utáni rendszerű) Mac-ekben használják
  - Apple M sorozat
  - Huawei: HiSilicon Kirin
  - MediaTek
  - Nvidia: Tegra
  - Qualcomm: Snapdragon
  - Rockchip
  - Samsung Electronics: Exynos
- x86
  - AMD: Ryzen, Athlon, és A-sorozatú APU
  - Intel: Xeon mobil, Core, Pentium, és Celeron

### Korábbi
- PowerPC
  - Motorola és Freescale Semiconductor által gyártott PowerPC G4 processzorok az Intel előtti Apple notebookokban
- x86
  - Transmeta Corporation: Crusoe és Efficeon
  - Intel: Pentium M
  - AMD: Mobile Athlon II, Mobile Athlon 64, Mobile Sempron

## Fordítás
Ez a szócikk részben vagy egészben  a   Mobile processor című angol Wikipédia-szócikk ezen változatának fordításán alapul.  Az eredeti cikk szerkesztőit annak laptörténete sorolja fel. Ez a jelzés csupán a megfogalmazás eredetét és a szerzői jogokat jelzi, nem szolgál a cikkben szereplő információk forrásmegjelöléseként.